# Croazia ai Giochi della XXVI Olimpiade
La Croazia partecipò ai Giochi della XXVI Olimpiade, svoltisi ad Atlanta, Stati Uniti, dal 19 luglio al 4 agosto 1996, con una delegazione di 84 atleti impegnati in quattordici discipline.

## Medaglie

### Per discipline
| Sport      | Oro | Argento | Bronzo | Totale |
| ---------- | --- | ------- | ------ | ------ |
| Pallamano  | 1   | 0       | 0      | 1      |
| Pallanuoto | 0   | 1       | 0      | 1      |
| Totale     | 1   | 1       | 0      | 2      |

### Medaglie
| Medaglia | Nome | Sport      | Evento          |
| -------- | --- | ---------- | --------------- |
| Oro      | Patrik Ćavar Slavko Goluža Božidar Jović Nenad Kljaić Venio Losert Valter Matošević Alvaro Načinović Goran Perkovac Iztok Puc Zlatko Saračević Irfan Smajlagić Bruno Gudelj Zoran Mikulić Vladimir Jelčić Valner Franković Vladimir Šuster | Pallamano  | Torneo maschile |
| Argento  | Croazia | Pallanuoto | Torneo maschile |

## Risultati

### Pallanuoto
| Atleta | Classifica |                    |
| --- | --- | ------------------ |
| V · D · M Nazionale maschile croata di pallanuoto · Giochi olimpici - Atlanta 1996 1 Školneković · 2 Vrdoljak · 3 Kreković · 4 Šimenc · 5 Kržić · 6 Štritof · 7 Vrbičić · 8 Glavan · 9 Vegar · 10 Bukić · 11 Hinić · 12 Balić · 13 Kobešćak · CT : Bruno Silić | Argento |                    |
| Nazionale maschile croata di pallanuoto · Giochi olimpici - Atlanta 1996 | |                    |
| 1 Školneković · 2 Vrdoljak · 3 Kreković · 4 Šimenc · 5 Kržić · 6 Štritof · 7 Vrbičić · 8 Glavan · 9 Vegar · 10 Bukić · 11 Hinić · 12 Balić · 13 Kobešćak · CT: Bruno Silić                                                                                     | 1 Školneković · 2 Vrdoljak · 3 Kreković · 4 Šimenc · 5 Kržić · 6 Štritof · 7 Vrbičić · 8 Glavan · 9 Vegar · 10 Bukić · 11 Hinić · 12 Balić · 13 Kobešćak · CT: Bruno Silić | Croazia (bandiera) |